# ديفيد فولمر
ديفيد فولمر (بالإنجليزية: David Fulmer)‏ (3 أبريل 1950 في الولايات المتحدة)؛ صحفي وروائي أمريكي.